# Норк-Мараш
40°10′27″ пн. ш. 44°32′27″ сх. д. / 40.174167° пн. ш. 44.540833° сх. д.
Норк-Мараш (вірм. Նորք-Մարաշ վարչական շրջան) — один із 12 районів Єревана, столиці Республіки Вірменія. Розташований на схід від центру міста. Межує з районом Кентрон із заходу і півночі, Нор-Норк зі сходу та Еребуні з півдня. Назва району походить від назви району Норк в Єревані та старовинного міста Мараш в Туреччині. Неофіційно район поділяється на менші райони, такі як Норк та Нор-Мараш.
Район був утворений у 1996 році шляхом злиття районів Норк і Нор-Мараш. Його площа становить 4 км2, а населення — 12 049 осіб (перепис 2011 року).

## Головні вулиці
- Вулиця Гарегіна Овсепяна
- вулиця Арменака Арменакяна
- Вулиця Давида Бека

## Будівлі
- Церква Святої Богородиці, відкрита в 1995 році
- Громадська телекомпанія Вірменії та Єреванська телевежа
- Медичний центр Норк-Мараш

## Галерея

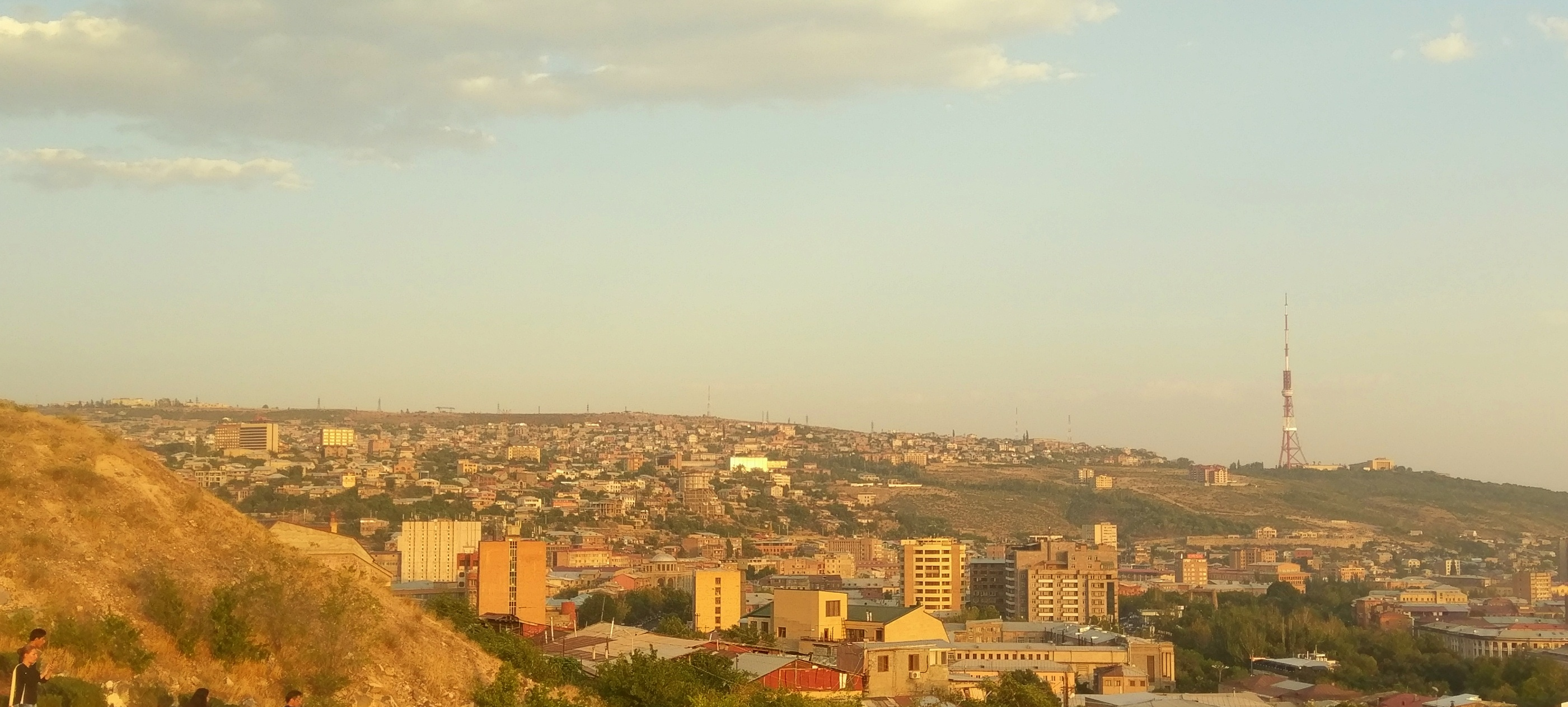
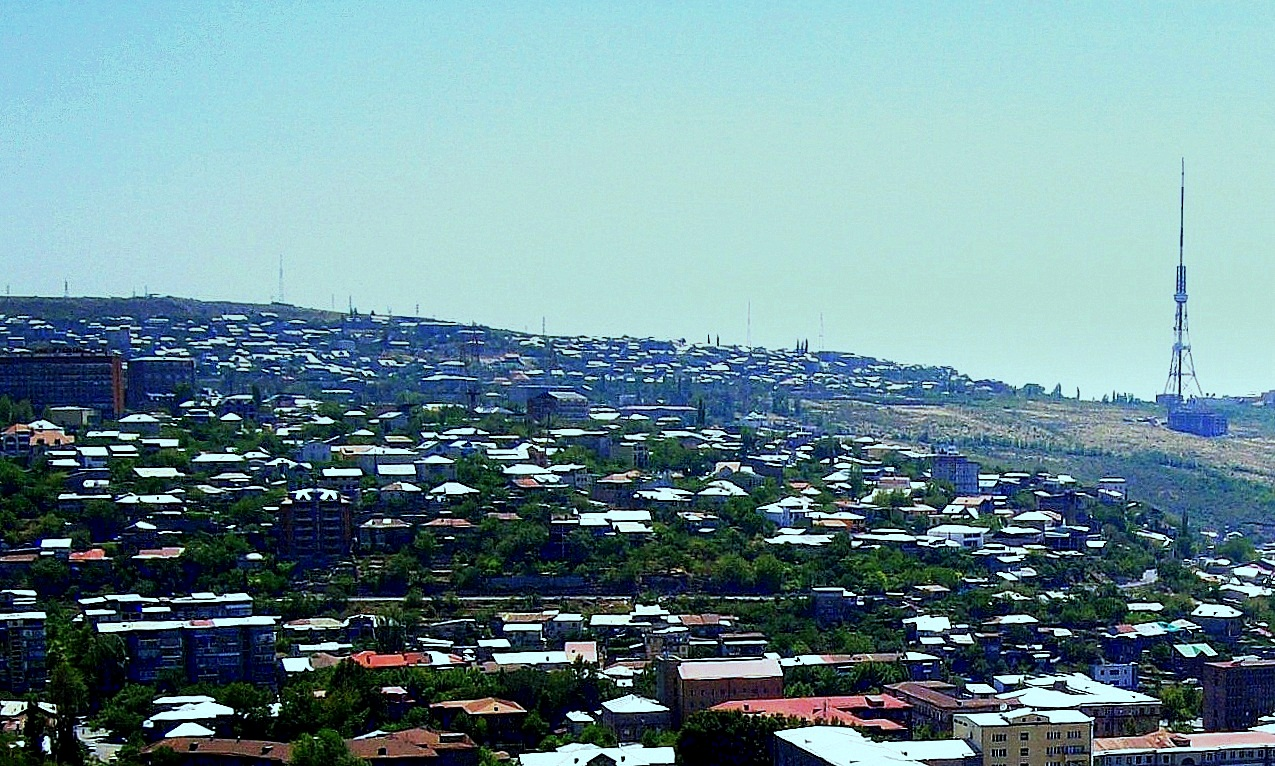
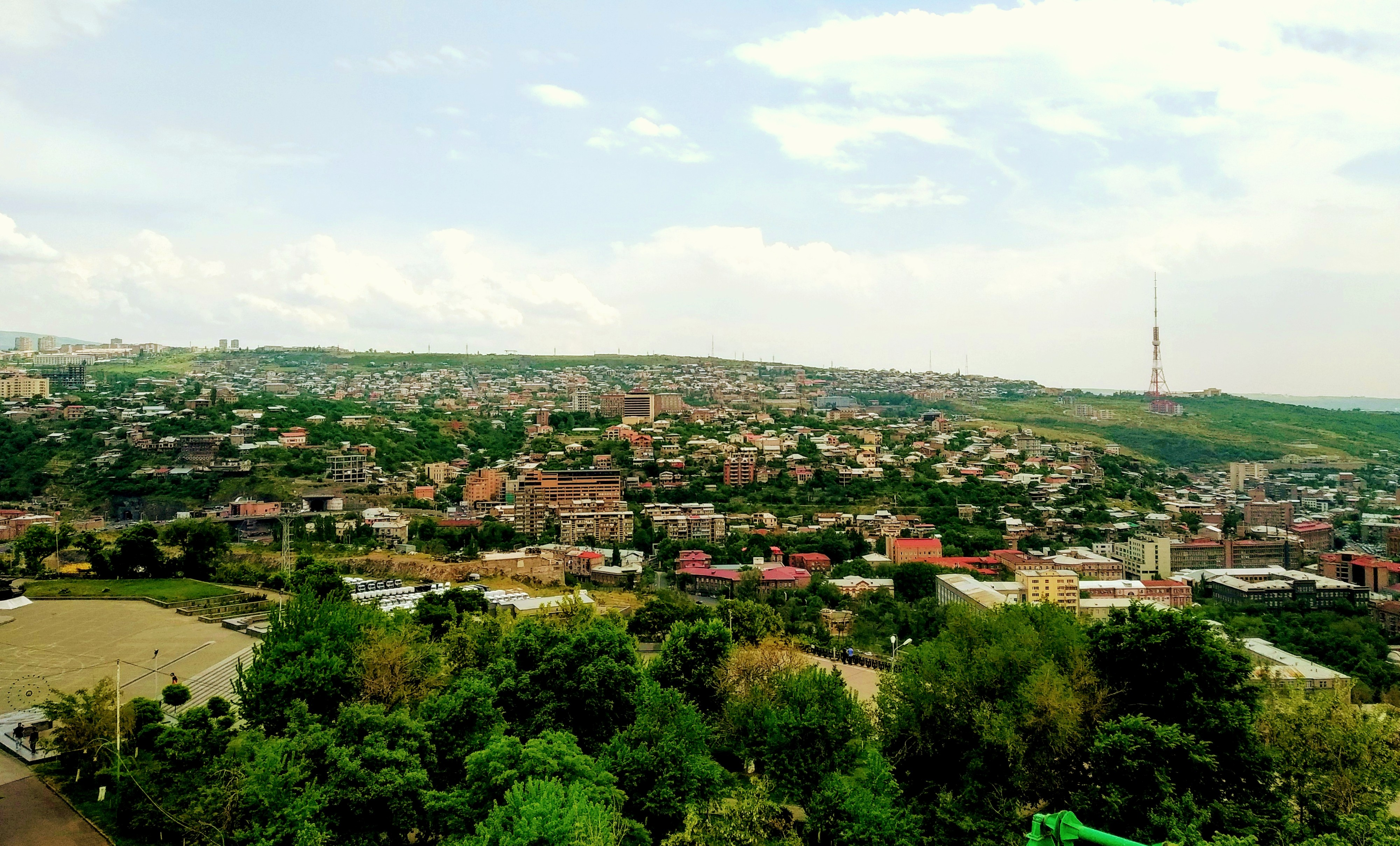
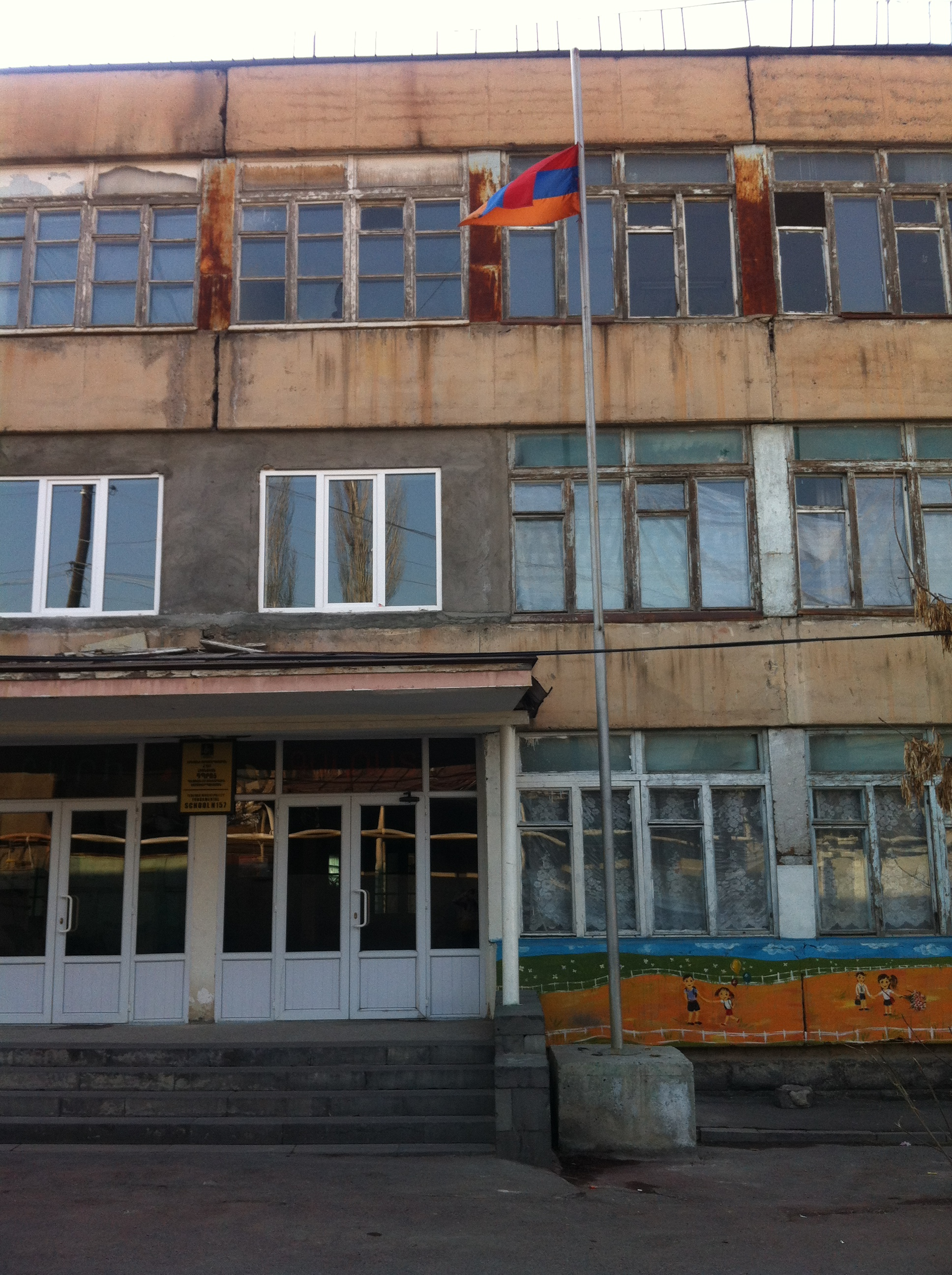
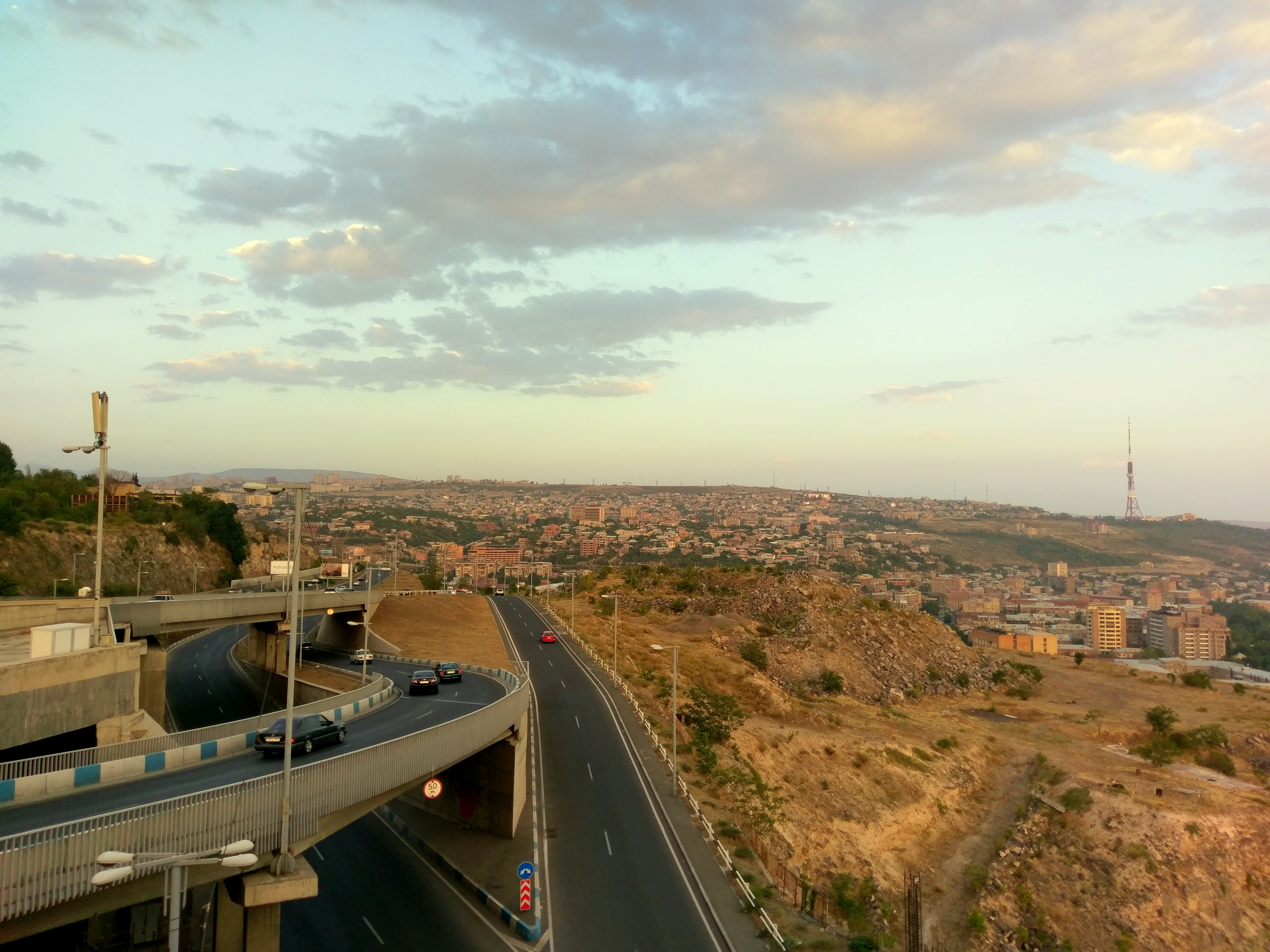